# Сергієвська міська адміністрація
Сергі́євська міська адміністрація (каз. Сергеев қаласы әкімдігі, рос. Сергеевская городская администрация) — адміністративна одиниця у складі району Шал-акина Північноказахстанської області Казахстану. Адміністративний центр та єдиний населений пункт — місто Сергієвка.
Населення — 8132 особи (2021; 7661 у 2009, 9470 у 1999, 12989 у 1989).
Станом на 1989 рік існувала Сергієвська міська рада (місто Сергієвка).